# Asplenium inexpectatum
Asplenium inexpectatum är en svartbräkenväxtart som beskrevs av Emma Lucy Braun och Morton. Asplenium inexpectatum ingår i släktet Asplenium och familjen Aspleniaceae. Inga underarter finns listade.